# Crimplesham
Crimplesham – wieś w Anglii, w hrabstwie Norfolk, w dystrykcie King’s Lynn and West Norfolk. Leży 59 km na zachód od Norwich i 128 km na północ od Londynu.
Miejscowość liczy 221 mieszkańców.